# Juan Lechín Oquendo
Juan Lechín Oquendo (Corocoro, Bolívia; 18 de maio de 1914 - 27 de agosto de 2001) foi um destacado líder sindical e Secretário Geral da Federação Sindical de Trabalhadores Mineiros de Bolivia (FSTMB) de 1944 até 1987 e da Central Operária Boliviana (COB) de 1952 à 1987. Liderou a ala esquerda do Movimento Nacionalista Revolucionário (MNR). Foi Ministro das Minas de Víctor Paz Estenssoro em 1952. Entre 1960 e 1964 foi Vice-presidente da Bolívia.

## Biografia
Lechin era filho de um imigrante libanês que casou com uma boliviana. Nascido em Corocoro Departamento de La Paz em 1914.
O segundo de cinco filhos, a primeira, sua irmã Victoria morreu quando ele era jovem, depois dele vieram seu meio-irmão Juan Delgadillo, sua irmã Christina, sua irmã Clara e o caçula chamado Joseph.
Sua irmã Clara se casou com Edward Dehne, um rico empresário do setor de mineração  em Oruro, um descendente de Alexander Dehne, militar alemão, com a patente de coronel que veio a Bolívia contratado pelo Exército durante a Guerra do Pacífico, o que seria nomeado herói pelo governo boliviano. Edward Dehne foi muito importante e popular na cidade de Oruro, tornando-se prefeito da cidade em várias ocasiões, ele colaborou com Juan Lechin em suas aspirações políticas, através de seus contatos com a elite boliviana daquele tempo.
Em 1940 participou da organização do movimento operário boliviano.Em 1944 participou do Congresso Mineiro de Huanuni em Oruro, que fundou a Federação dos Mineiros da Bolívia (FSTMB).
Durante a Revolução de 1952 (Bolívia) Lechin foi nomeado ministro de Minas e Petróleo. Ao mesmo tempo promoveu a criação da Central Operária Boliviana (COB), sendo eleito secretário-geral. Desempenhou um papel central na revolução, constantemente insistindo na entrega de armas às milícias dos trabalhadores para garantir a estabilidade do governo contra a possibilidade de uma restauração de grupos militares e oligárquico, e se tornou extremamente popular. Foi da ala esquerda do governo revolucionário que o levou a confrontar com outros membros.
Em desacordo como a política cada vez mais conservadora do presidente Hernán Siles Zuazo começou a se formar um partido de esquerda no final da década de 1950 para se opor ao MNR, partido no poder.
Para reduzir essas tensões e evitar a fragmentação Víctor Paz Estenssoro foi convencido a voltar à política e se apresentar como candidato do MNR na eleição presidencial de 1960. Este, por sua vez, com um propósito conciliador, tendo como candidato a vice-presidente Lechin, com a promessa de que ele iria concorrer à presidência nas eleições de 1964.
No entanto, entre 1960-1964 as diferenças entre Paz Estenssoro e Lechin se agravaram a tal ponto que ele ser expulso do MNR na convenção de 1964. Lechin então fundou o Partido Revolucionário da Esquerda Nacionalista (PRIN).
Por causa da briga com Paz Estenssoro, Lechin acabou apoiando o golpe militar do general René Barrientos (1964) que derrubou o MNR. No entanto, ele foi exilado.
Em 1971 voltou ao país e participou da Assembleia Popular, órgão de poder soviético criado durante o governo do general Juan José Torres. Lechin na Assembleia Popular  pregava a participação operária no governo Torres (repetindo o erro do co-governo de 1952), sendo duramente criticado por Guillermo Lora por esta posição. Torres foi derrubado pelo golpe militar de Hugo Banzer. Lechin volta para o exílio até 1978.
Em 1978 foi eleito novamente secretário-geral da Central Operária Boliviana (COB). Em 1980 foi candidato presidencial, pelo PRIN mas os militares realizaram um novo golpe, desta vez liderada por Luis García Meza Tejada. Lechin foi forçado a se auto-exilar novamente.
Volta em 1982, quando abriu o processo democrático. Criticou firmemente as políticas econômicas do então presidente  Hernán Siles Zuazo (1982-1985) e promoveu uma série de greves mantidas na luta contra as políticas neoliberais implementadas por seu sucessor Victor Paz Estenssoro (1985-1989. Durante este de  mandato de Victor Paz Estenssoro muitas minas de estanho foram fechadas devido aos autos custos da produção e ao colapso dos preços no mercado internacional.
Em 1987, com 73 anos de idade, Lechin deixou a FSTMB (foi substituído por Filemon Escobar) e a COB (foi substituído por Genaro Flores).
Juan Lechín Oquendo morreu em agosto de 2001, com 87 anos de idade.